# Terminus Sainte-Julie
 (juillet 2020).
Si vous disposez d'ouvrages ou d'articles de référence ou si vous connaissez des sites web de qualité traitant du thème abordé ici, merci de compléter l'article en donnant les références utiles à sa vérifiabilité et en les liant à la section « Notes et références ».
Le terminus Sainte-Julie est un terminus métropolitain du Réseau de transport métropolitain (Exo) situé dans la ville de Sainte-Julie en Montérégie au Québec. Il est utilisé par les autobus et taxibus d'Exo Sainte-Julie. Il sert de point de correspondance entre les différentes lignes d'autobus locales et interurbaines de cet organisme de transport. Il est inauguré le 7 novembre 2016. 
Le terminus est situé sur le boulevard Armand-Frappier et est adjacent à l'autoroute Jean-Lesage (A-20). Il compte un total de 953 places de stationnement, 6 quais pour autobus, 3 aires d'attente et 70 supports à vélo. 

## Lignes d'autobus
Plusieurs lignes d'autobus desservent le terminus, toutes sont de l'organisme Exo secteur Sainte-Julie. 
| Ligne | Nom                                        | Quai | Type                                  |
| ----- | ------------------------------------------ | ---- | ------------------------------------- |
| 1     | Sainte-Julie (Des Hauts-Bois)              | 3    | Semaine et fin de semaine             |
| 3     | Sainte-Julie (Principale)                  | 2    | Semaine                               |
| 4     | Sainte-Julie (Abbé-Théoret)                | 2    | Semaine                               |
| 5     | Sainte-Julie (N.-P.-Lapierre)              | 1    | Semaine                               |
| 6     | Sainte-Julie (Principale)                  | 6    | Semaine hors pointe                   |
| 7     | Sainte-Julie (N.-P.-Lapierre)              | 6    | Semaine hors pointe                   |
| 8     | Sainte-Julie (Secteur Nord)                | 2    | Semaine hors pointe et fin de semaine |
| 325   | Express Longueuil - Cégep                  | 5    | Semaine                               |
| 330   | Express Longueuil - CFP - Cégep            | 5    | Semaine                               |
| 340   | Express Longueuil - Promenades Saint-Bruno | 5    | Fin de semaine                        |
| 350   | Express Longueuil                          | 5    | Semaine et fin de semaine             |
| 600   | Express Montréal                           | 4    | Semaine                               |
| T1    | Taxibus Sainte-Julie - CFP                 |      | Semaine                               |
| T2    | Taxibus Sainte-Julie - Du Liseron          |      | Semaine                               |
| T3    | Taxibus Sainte-Julie - Secteur rural       |      | Semaine et fin de semaine             |